# Zara (1931)
«Зара» (італ. Zara) — військовий корабель, головний корабель у серії важких крейсерів типу «Зара» Королівських ВМС Італії за часів Другої світової війни.

## Історія створення
Крейсер «Зара» був закладений 4 липня 1929 року на верфі компанії Cantiere navale del Muggiano в Ла-Спеція. 20 жовтня 1931 року увійшов до складу Королівських ВМС Італії.

## Історія служби

### Довоєнна служба
Після вступу у стрій і до 15 вересня 1937 року крейсер «Зара» виконував роль флагманського корабля 1-ї ескадри лінійних сил, поки лінкор «Конте ді Кавур» проходив велику модернізацію.
Під час громадянської війни в Іспанії брав участь у підтримці франкістів, супроводжуючи транспорти зі зброєю та проводячи розвідку.
У квітні 1939 року крейсер брав участь в окупації Албанії.
13 січня 1940 року всі крейсери типу «Зара» були включені до складу 1-ї дивізії крейсерів 2-ї ескадри (розвідувальні сили).

### Друга світова війна
Після вступу Італії у Друг світову війну першою операцією крейсера «Зара» було прикриття постановки мінних полів між островом Лампедуза та банкою Керкенна.
Надалі він у складі ескадри декілька разів виходив на перехоплення британських кораблів. 9 липня крейсер брав участь в бою біля Пунта Стіло.
До кінця літа «Зара» брав участь у супроводі конвоїв у Північну Африку. У вересні у складі з'єднання італійського флоту брав участь у протидії британській операції «Хетс», але зустрічі із кораблями противника не було.
У жовтні-грудні 1940 року крейсер пройшов черговий ремонт.
Після британського нападу на Таранто була проведена реорганізація італійського флоту. Важкі крейсери типу «Зара» та дві флотилії есмінців були включені до складу 1-ї дивізії.

### Загибель
16 березня 1941 року, під час німецького вторгнення у Грецію два німецькі торпедоносці помітили британську ескадру (2 лінкори, 6 крейсерів, 2-3 есмінці ) на захід від Криту. Німецькі льотчики доповіли про влучання у два лінкори, хоча насправді атака була безрезультатною.
Італійське командування, довіряючи інформації про два пошкоджені лінкори, вирішило здійснити рейд у східне Середземномор'я для розгрому ворожого конвою біля берегів Греції.
На той час британцям вже вдалось зламати код німецької шифрувальної машини «Енігма». Крім того, британські кораблі вже були оснащені радарами. І хоча британцям не вдалось зламати італійські шифри, з результатів радіоперехоплення переговорів Люфтваффе вони знали, що німці виділяють повітряне прикриття для операції, а також мали інформацію про італійські підводні човни. Таким чином, британцям загалом був відомий задум командування італійського флоту.
22 березня італійська ескадра у складі лінкора «Вітторіо Венето», шести важких та двох легких крейсерів і 13 есмінців вирушила на схід. Знаючи це, британський лінійний флот вийшов у море.
Вранці 28 березня італійське з'єднання вступило у бій з британськими крейсерами, але, не дочекавшись повітряної підтримки, почало відхід на базу. Увечері крейсер «Пола» був пошкоджений внаслідок атаки торпедоносця Fairey Swordfish та втратив хід. Решта кораблів ішли далі. Але незабаром адмірал Анджело Якіно наказав крейсерам 1-ї дивізії повернутись та надати допомогу пошкодженому крейсеру. Він не знав, що британські лінкори переслідують з'єднання.
«Зара», «Фіуме» та 4 есмінці лягли на зворотній курс.
Кораблі йшли не у бойовому, а у похідному положенні. На бойових постах знаходилась лише половина екіпажу, а артилеристи кормових башт головного калібру готували буксирувальні троси.
Близько 22 години британці помітили італійські кораблі. О 22:30 вони відкрили артилерійський вогонь.
По «Зарі» вели вогонь всі три англійські лінкори: «Ворспайт», «Барем» та «Валіант». Через декілька хвилин снаряди влучили у носову башту, мостик та машинне відділення. Крейсер охопила сильна пожежа, він накренився на лівий борт. Незабаром британські лінкори припинили вогонь та вийшли з бою, щоб дати змогу есмінцям здійснити торпедні атаки на італійські кораблі.
Близько 2-ї години ночі 29 березня есмінець «Джервіс» помітив італійський крейсер та випустив у нього 4 торпеди. Від влучання торпед вибухнули погреби боєзапасу.. Близько 2:30 корабель затонув у точці з координатами 35°21′ пн. ш. 20°57′ сх. д. / 35.350° пн. ш. 20.950° сх. д..
Загинуло 782 члени екіпажу, включаючи командира дивізії адмірала Карло Каттанео та капітана корабля Луїджі Корсі. Британці підібрали 279 вцілілих членів екіпажу.
Крейсер «Зара» формально був виключений зі складу флоту 18 жовтня 1946 року.